# Distretto di Thung Fon
Il distretto di Thung Fon (in thailandese: ทุ่งฝน) è un distretto (amphoe) della Thailandia, situato nella provincia di Udon Thani.